# Rudolph Wolken
Rudolph Wolken (Breslavia, 7 aprile 1881 – Miami, 10 gennaio 1956) è stato un lottatore statunitense.
Partecipò alle gare di lotta dei pesi leggeri ai Giochi olimpici di Saint Louis 1904, dove fu sconfitto ai quarti da Rudolph Tesing.